# Cutervolus albopunctatus
Cutervolus albopunctatus is een hooiwagen uit de familie Prostygnidae.